# Списак најбогатијих владара
Ово је списак најбогатијих владара данашњице начињен према подацима Форбс магазина од 20. августа 2008. Њихове нето вредности приказане су у америчким доларима.

## Владари
| Бр. | Име                                  | Нето вредност (АД) | Старост | Држављанство         | Резиденција          | Извори богатства               | Реф. |
| --- | ------------------------------------ | ------------------ | ------- | -------------------- | -------------------- | ------------------------------ | ---- |
| 1   | Рама IX                              | 35.000.000.000     | 80      | Тајланд              | Тајланд              | Bureau of the Crown Property   |      |
| 2   | Халифа ибн Зајед ел Нахјан           | 23.000.000.000     | 60      | УАЕ                  | УАЕ                  | Abu Dhabi Investment Authority |      |
| 3   | Абдула ибн Абдулазиз ел Сауд         | 21.000.000.000     | 84      | Саудијска Арабија    | Саудијска Арабија    | ?                              |      |
| 4   | Хасанал Болкиах                      | 20.000.000.000     | 62      | Брунеј               | Брунеј               | ?                              |      |
| 5   | Мухамед ибн Рашид ел Мактум          | 18.000.000.000     | 58      | УАЕ                  | УАЕ                  | Dubai Holding                  |      |
| 6   | Ханс-Адам II                         | 5.000.000.000      | 63      | Лихтенштајн          | Лихтенштајн          | LGT Bank                       |      |
| 7   | Хамад ибн Халифа                     | 2.000.000.000      | 56      | Катар                | Катар                | ?                              |      |
| 8   | Мухамед VI од Марока                 | 1.500.000.000      | 46      | Мароко               | Мароко               | ONA Group                      |      |
| 9   | Алберт II од Монака                  | 1.400.000.000      | 50      | Монако               | Монако               | ?                              |      |
| 10  | Кабус ибн Саил ел Саид               | 1.100.000.000      | 67      | Оман                 | Оман                 | ?                              |      |
| 11  | Ага Хан IV                           | 1.000.000.000      | 71      | Уједињено Краљевство | Француска            | ?                              |      |
| 12  | Елизабета II Виндзорска              | 600.000.000        | 82      | Уједињено Краљевство | Уједињено Краљевство | ?                              |      |
| 13  | Сабах IV Ал-Ахмад Ал-Джабер Ал-Сабах | 500.000.000        | 79      | Кувајт               | Кувајт               | ?                              |      |
| 14  | Беатрикс од Холандије                | 300.000.000        | 70      | Холандија            | Холандија            | ?                              |      |
| 15  | Краљ Мсвати III                      | 200.000.000        | 40      | Свазиленд            | Свазиленд            | ?                              |      |